# Matthew Fitzpatrick
Matthew Fitzpatrick, né le 1er septembre 1994 à Sheffield  est un golfeur anglais jouant sur le tour européen, passé professionnel en 2014. Il a remporté quatre tournois dans sa carrière sur le Tour Européen.
En 2016, il fait pour la première fois partie de l’équipe européenne de Ryder Cup.
En 2022, il gagne l'US Open. Il remporte ainsi son premier majeur, ainsi que son premier tournoi sur le sol américain.
Son frère Alex Fitzpatrick est également golfeur professionnel.

## Palmarès

### Victoires sur le Tour européen PGA (4)
| no | Date              | Tournoi                                  | Score                 | Avance  | Second                                        |
| -- | ----------------- | ---------------------------------------- | --------------------- | ------- | --------------------------------------------- |
| 1. | 11 octobre 2015   | Masters britannique (Tour Européen)      | -15 (64-69-68-68=269) | 2 coups | Soren Kjeldsen, Shane Lowry, Fabrizio Zanotti |
| 2. | 5 juin 2016       | Nordea Masters (Tour Européen)           | -16 (68-65-68-71=272) | 3 coups | Lasse Jensen                                  |
| 3. | 20 novembre 2016  | Dubai World Championship (Tour Européen) | -17 (69-69-66-67=271) | 1 coup  | Tyrrell Hatton                                |
| 4  | 10 septembre 2017 | Omega European Masters (Tour Européen)   | -14 (67-65-70-64=266) | Playoff | Scott Hend                                    |
| 5  | 20 juin 2022      | US Open (Tour Européen/PGA Tour)         | -6 (68-70-68-68=274)  | 1 coup  | Scottie Scheffler, Will Zalatoris             |

### Résultats en tournois majeurs
| Tournoi          | 2013 | 2014 | 2015 | 2016 | 2017 | 2022     |
| ---------------- | ---- | ---- | ---- | ---- | ---- | -------- |
| Masters de golf  | DNP  | CUT  | DNP  | T7   | 32   |          |
| US Open de golf  | DNP  | T48  | DNP  | T54  | T35  | Victoire |
| Open britannique | T44  | DNP  | DNP  | CUT  | T44  |          |
| USPGA            | DNP  | DNP  | DNP  | T49  | CUT  |          |

DNP = N'a pas participé

CUT = A raté le Cut

"T" = Égalité

Le fond vert montre les victoires et le fond jaune un top 10.